# Sexy Boys
Pour plus de détails, voir Fiche technique et Distribution.
Sexy Boys est un film français réalisé par Stéphane Kazandjian en 2001.

## Synopsis
Ils ont 21 ans, sont amis depuis l'enfance : Sébastien est un étudiant timide qui rêve du grand amour. Plus sûr de lui, Manu est le premier à être dépucelé. Frank prend trop au sérieux son histoire avec Marion, infirmière plus âgée, mais elle rompt quand il la demande en mariage. Tout vire au drame.

## Fiche technique
- Réalisateur et scénariste : Stéphane Kazandjian
- Durée : 91 minutes
- Musique : Loïk Dury
- Supervision musicale : Eric Michon, Christine Catherin et Jean-Marc Bakouch
- Date de sortie : 26 décembre 2001
- Budget : 2 500 000 Francs, soit 420 000 €[1]
- Distributeur : Pathé Distribution (France)
- Éditeur DVD : Fox Pathé Europa

## Distribution
- Julien Baumgartner : Seb
- Matthias Van Khache : Manu
- Jérémie Elkaïm : Franck
- Armelle Deutsch : Lucie
- Virginie Lanoue : Cécile
- Sarah Marshall : Jenny
- Violette Palcossian : Clarisse
- Charlotte Mayeur : Virginie
- Arièle Semenoff : Maman
- Alain Doutey : Père de Seb
- Caroline Mouton : Magali
- Gaëla Le Devehat : Marion
- Émilien Lafitte : Benjamin
- Jacqueline Noëlle : Mamy
- Sandrine Alexi : L'allumeuse du magasin
- Laurent Baffie : Le patron de la boîte à son
- Sylvia Kristel : La mère de Clarisse, psychologue

## Bande originale
1. Flavor of the Weak (en) - American Hi-Fi
2. I Am Hot For You - Loïk Dury
3. Funky Dance - Loïk Dury
4. Les Femmes - Class Vegas
5. Baby Gloo - Loïk Dury
6. Girly Street - Loïk Dury
7. Swing Talking - Loïk Dury
8. Duck - Loïk Dury
9. Disco Bob - Loïk Dury
10. Toutankit - Loïk Dury
11. Turn Around (en) - Phats and Small
12. Springtime - Imade Saputra
13. The Battle Pavane - Tielman Susato
14. Total Eclipse of the Heart - Bonnie Tyler
15. Mi Ha Dato - Lazare Boghossian
16. Dessinloft - Loïk Dury
17. Irishcoffee - Loïk Dury
18. Ne Dis Pas Aux Copains - Les Wampas
19. Another Perfect Day (en) - American Hi-Fi
20. Reality - Richard Sanderson
21. Symphonie nº 9 - Ode à la joie - Ludwig van Beethoven
22. Hymne à l'amour - Julien Baumgartner, Jérémie Elkaïm, Armelle Deutsch, Virginie Lanoué et Matthias Van Khache (version rock - pré-générique)

## Autour du film
- On distingue dans le film une affiche du long métrage Didier, réalisé en 1997 par Alain Chabat.

## Lieux de tournage
Sauf indication contraire ou complémentaire, les informations mentionnées dans cette section proviennent du générique de fin de l'œuvre audiovisuelle présentée ici.
- Clichy
- Neuville-sur-Oise (Val-d'Oise)[2] : Université de Cergy-Pontoise
- Paris : 1er arrondissement : jardin des Halles